# Decimatio

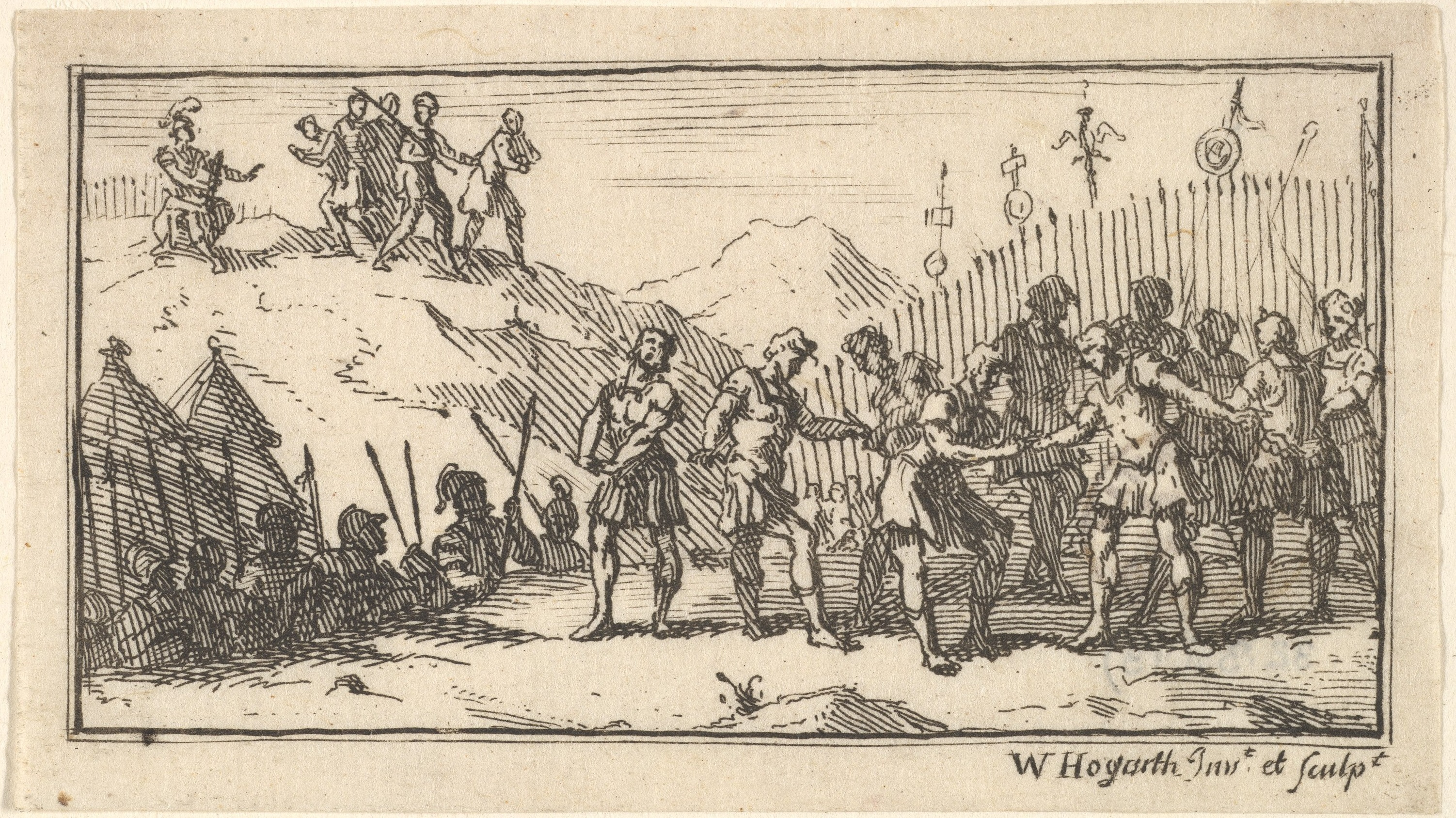
Diezmación. Grabado de William Hogarth en Castigos Militares Romanos de Beaver (1725)

La decimatio era uno de los máximos castigos aplicados en el ejército romano. La palabra proviene del diezmado de tropas. Se trataba de una medida excepcional que se solía aplicar en casos de extrema cobardía o amotinamiento.
El castigo consistía en aislar a la cohorte o cohortes seleccionadas de la legión amotinada y dividirla en grupos de diez soldados. Dentro de cada grupo se echaba a suertes quién debía ser castigado (independientemente de su rango dentro de la cohorte) y era elegido uno, el cual debía ser ejecutado por los nueve restantes, generalmente por lapidación o por golpes de vara. 
Los supervivientes eran obligados a dormir fuera del campamento de su legión, hecho de gran peligro en época de guerra.
Supuestamente, el castigo debía aleccionar a los soldados supervivientes y a las demás cohortes, pues la muerte podía llegar aleatoriamente, a manos de los propios compañeros, sin tener en cuenta rangos ni méritos anteriores. Sin embargo, más habitualmente, la decimatio rompía el espíritu de cuerpo y la unión entre compañeros de armas (ejecutores por sorteo de sus propios hermanos de armas), minando la confianza hacia los comandantes de las legiones que ordenaban tal castigo: el emperador bizantino Mauricio advertía contra los castigos arbitrarios en su obra sobre ciencia militar Strategikon, indicando que hacían más daño que beneficio a la moral de la tropa.
Actualmente el término «diezmar» se refiere a castigar un grupo aleatorio cuando los delincuentes son muchos o desconocidos; o también a la mortandad drástica de una población causada por una epidemia, un desastre, una guerra, la hambruna, etc.